# Amelia Earhart
Amelia Mary Earhart (født 24. juli 1897 – savnet fra 2. juli 1937 og erklæret død 5. januar 1939) var en amerikansk flypioner og forfatter. Earhart var den første kvindelige pilot, der fløj alene over Atlanterhavet og modtog for sin bedrift den fornemme udmærkelse "Distinguished Flying Cross".
Hun satte som pilot flere rekorder og skrev flere bestsellers om sine bedrifter som pilot. Hun var en af de drivende kræfter i stiftelsen af organisationen Ninety-Nines for kvindelige piloter. Hun var endvidere medlem af det politiske parti National Woman's Party og en tidlig fortaler for kvinders ligestilling. Hun droppede i 1918 ud af sin universitets-uddannelse for at blive krigs-sygeplejerske i 1. verdenskrig.
Amelia Earhart er optaget i Kvindernes æresgalleri i USA.
Amelia Earhart forsøgte i 1937 at flyve rundt om Jorden langs ækvator. 2. juli 1937 lettede hendes fly, en Lockheed Model 10 Electra, fra Lae Airfield på Papua New Guinea med kurs mod Howland-øen i Stillehavet, men hun nåede aldrig frem. Der er siden gjort mange forsøg på at lokaliseret flyet, Earhart og hendes navigatør, men hidtil uden held. Hendes forsvinden optager den dag i dag sindene.

## Spekulation om Earharts skæbne
Der har været mange spekulationer om Earharts skæbne. Den overvejende teori er, at hun løb tør for brændstof under flyvningen og omkom i forbindelse med eller efter en nødlanding af flyet.
Andre teorier går ud på, at det lykkedes hende at nødlande flyet på en øde atol, hvor hun sammen med navigatøren Fred Noonan skulle have overlevet i et stykke tid, hvilket baseres på, at en privat "flyarkæologisk" organisation i 2013 hævdede at have lokaliseret vraget af flyet nær en atol. Fundet af vraget er dog aldrig blevet bekræftet. Andre har fremsat den teori, at Earhart kom tilbage til USA og levede "hemmeligt" som husmoder i New Jersey.
I juli måned 2017 optrådte i medierne en teori om, at hun overlevede en landing/nødlanding med sit fly nær Marshalløerne i Stillehavet. Hun skulle herefter være blevet taget til fange af japanske tropper og herefter indsat i en japansk fangelejr, hvor hun døde. Spekulationerne fik næring i sommeren 2017, da der blev offentliggjort et billede, der angiveligt skulle vise Amelia Earhart på Aluitatollen på Marshalløerne, ligesom teorien om japansk fangenskab fik næring i et tv-program på History Channel. Eksperter tvivler dog på, at det pågældende uskarpe fotografi er bevis for Earharts skæbne.
I 2018 skrev en gruppe forskere i tidsskriftet Forensic Anthropology en artikel, hvor de kæder Amelia Earhart sammen med nogle knogler, som i 1940 blev fundet på den lille stillehavsø Nikumaroro. Her fandt nogle britiske knogler, en kvindesko og et navigationsværktøj. I første omgang mente man, at knoglerne stammede fra en mand, men nu mener man, at de med stor sandsynlighed stammer fra Amelia Earhart.

## Galleri
- Amelia Earhart, ca. 1928.
- Earhart modtages af præsident Calvin Coolidge under besøg i Det Hvide Hus den 2. november 1928
- Earhart modtages af præsident Herbert Hoover under besøg i Det Hvide Hus i 1932
- Earhart foran sin Lockheed Electra, der forsvandt med hende i 1937
- Mindesmærke